# Niszczyciele typu Benham
Niszczyciele typu Benham – seria dziesięciu amerykańskich niszczycieli, zbudowanych przed wybuchem II wojny światowej i służących w US Navy podczas jej trwania.

## Historia
Niszczyciele typu Benham jako jedne z pierwszych unaoczniły problem z jakim borykały się marynarki wojenne ówczesnych potęg morskich. W 1930 roku podpisany został Traktat londyński, narzucający jego sygnatariuszom ograniczenia tonażowe budowanych okrętów. W przypadku niszczycieli nie mogły one mieć większej wyporności niż 1500 ts. Jednak rozwój systemów napędowych i artyleryjskich i coraz większa waga przykładana do środków obrony przeciwlotniczej, wymuszał na konstruktorach budowanie coraz większych okrętów mogących pomieścić nowe systemy i urządzenia. W 1935 roku Sekretarz Marynarki Stanów Zjednoczonych zwrócił się do Rady Głównej o sformułowanie wymagań dla budowy nowych dwunastu niszczycieli, dla których środki finansowe zaplanowano w kolejnym roku budżetowym. Na podstawie analiz wykonanych przez Biuro Marynarki ds. Konstrukcji i Remontów (Bureau of Construction and Repair), Rada Główna wystosowała memorandum do Sekretarza Marynarki informując go, że jedynym sposobem wywiązania się z ustaleń traktatowych jest wybudowanie niszczycieli o ograniczonej infrastrukturze bytowej dla załogi i z działami zwalczającymi tylko cele nawodne zamiast armat uniwersalnych. Zwrócono uwagę, że coraz bardziej rozbudowane systemy kierowania ogniem, uzbrojenia i napędu wymagają coraz liczniejszej załogi, która na okrętach operujących na ogromnych obszarach obydwu oceanów nie może gnieździć się w ciasnych i nielicznych pomieszczeniach. 2 kwietnia 1935 roku Sekretarz przyjął przedstawiony mu projekt nowych niszczycieli, decydując, że jego uzbrojenie stanowić będą 4 armaty uniwersalne (Double/Dual Purpose) i 16 wyrzutni torpedowych. Projektowaniem nowych jednostek zajęła się firma Gibbs&Cox, która miała już doświadczenie w projektowaniu niszczycieli typu Porter i Somers.

## Konstrukcja
Nowe okręty miały kadłub identyczny jak ten zastosowany na niszczycielach typu Gridley. W układzie napędowym zastosowano udoskonalone trzy kotły Babcock & Wilcox, które dostarczały parę pod zwiększonym do 42 atmosfer ciśnieniem do dwóch turbin Westinghouse. Pomimo starań nie udało się zachować "traktatowej" wyporności i sięgnęła ona 1650 ton. Jednak nie miało to już większego znaczenia, jako że w 1936 roku podpisano kolejny traktat, który tym razem nie narzucał takich ograniczeń niszczycielom.

## Uzbrojenie
Uzbrojenie główne składało się z czterech pojedynczych armat uniwersalnych kalibru 127 mm, rozmieszczonych po dwie na dziobie i rufie okrętów (armaty rufowe nie były osłonięte), oraz 16 wyrzutni torpedowych kalibru 533 mm. Uzbrojenie przeciwlotnicze stanowiły cztery karabiny kalibru 12,7 mm. W 1941 roku ze wszystkich jednostek z wyjątkiem USS "Benham" i USS "Ellet" zdemontowano rufowe dwie wyrzutnie torpedowe, zamontowano również dodatkowe karabiny maszynowe 12,7 mm, zwiększając ich liczbę do siedmiu na okrętach. W 1942 roku zastąpiono je działkami Oerlikon 20 mm. Na okrętach służących na Atlantyku osłonięto również rufowe działa, których osłony jednak ponownie zdemontowano po przejściu jednostek na Pacyfik. W 1943 roku zamontowano na wszystkich niszczycielach dwie pary działek Boforsa kal. 40 mm.

## Budowa
Budowę pierwszych trzech niszczycieli powierzono prywatnej stoczni Federal Shipbuilding and Drydock Company mieszczącej się w Kearny w stanie New Jersey. Pozostałe okręty wybudowano w stoczniach marynarki wojennej. Tempo budowy niszczycieli w stoczniach marynarki było bardzo powolne w porównaniu z Federal Shipbuilding, sytuacja była na tyle poważna, że sam prezydent Franklin Delano Roosevelt wysłał w tej sprawie 28 grudnia 1938 roku list do Sekretarza Marynarki wyrażając swoje zaniepokojenie niewielkim postępem prac. W myśl przysłowia "pańskie oko konia tuczy" prace budowlane przy okrętach uległy wyraźnemu przyspieszeniu.
| Nr. taktyczny Nazwa    | Stocznia                    | Położenie stępki | Wodowanie  | Wejście do służby |
| ---------------------- | --------------------------- | ---------------- | ---------- | ----------------- |
| USS „Benham” (DD-397)  | Federal Shipbuilding        | 01.09.1936       | 16.04.1938 | 02.02.1939        |
| USS „Ellet” (DD-398)   | Federal Shipbuilding        | 03.12.1936       | 11.06.1938 | 18.04.1939        |
| USS „Lang” (DD-399)    | Federal Shipbuilding        | 05.04.1937       | 27.08.1938 | 26.05.1939        |
| USS „Mayrant” (DD-402) | Boston Navy Yard            | 15.04.1937       | 14.05.1938 | 01.11.1939        |
| USS „Trippe” (DD-403)  | Boston Navy Yard            | 15.04.1937       | 14.05.1938 | 15.12.1939        |
| USS „Rhind” (DD-404)   | Philadelphia Naval Shipyard | 22.09.1937       | 28.07.1938 | 15.01.1940        |
| USS „Rowan” (DD-405)   | Norfolk Naval Shipyard      | 25.06.1937       | 05.05.1938 | 31.10.1939        |
| USS „Stack” (DD-406)   | Norfolk Naval Shipyard      | 25.06.1937       | 05.05.1938 | 03.01.1940        |
| USS „Sterett” (DD-407) | Charleston Navy Yard        | 02.12.1936       | 27.10.1938 | 15.09.1939        |
| USS „Wilson” (DD-408)  | Puget Sound Naval Shipyard  | 22.03.1937       | 12.04.1939 | 14.08.1939        |